# Тор 2: Царство темряви
«Тор 2: Царство темряви» (англ. Thor: The Dark World) — американський супергеройський фільм режисера Алана Тейлора, що вийшов на екрани 2013 року. У головних ролях: Кріс Гемсворт, Наталі Портман, Том Гіддлстон. Стрічка створена на основі однойменного персонажа коміксів і є продовженням фільму «Тор» (2011).
В ролі сценаристів фільму Крістофер Йост, Крістофер Маркус і Стівен Макфілі, а його продюсером виступає Кевін Файгі. Світова прем'єра фільму відбулась 30 жовтня 2013 року, а в Україні він вийшов у прокат 7 листопада 2013 року.
Дубльований українською мовою студією Le Doyen на замовлення Disney Character Voices International у 2013 році.

## Сюжет
В далекі минулі часи, з темряви народились Темні ельфи. На їх чолі стояв Малекіт, який прагнув занурити Всесвіт у вічну темряву за допомогою стародавнього рідкого артефакту під назвою Ефір. Коли відбувається "парад дев'яти світів" і вони вразливі, Ефір мав би занурити їх у пітьму. Під час великої битви, цар Асґарду Бор та його армія здолали армію ельфів та захопили Ефір. Артефакт було заховано, а Малекіт втік.
В Асґарді Одін засудив Локі за вторгнення на Землю та відправив на довічне ув'язнення в асґардську в'язницю, тоді як Тор та його воїни перемагають армію злочинців у Ванагеймі. Повернувшись, асґардці святкують перемогу, та Тор сумує за Джейн Фостер. На Землі Джейн та Дарсі виявляють дивну аномалію, що дозволяє різним предметам літати та зникати через малопомітний портал. Досліджуючи аномалію, Джейн Фостер затягує у невідоме місце під землею, де вона знаходить Ефір. Вона торкається його і він заволодіває її тілом. Це активує космічний корабель з вижившими ельфами на чолі з Малекітом. Геймдалл повідомляє Тору, що Джейн зникла.
Джейн приходить до тями на Землі, де її знаходить Тор. Під час випадкової сутички з поліцією, Джейн випускає червоний енергетичний струмінь, що спонукає Тора забрати її в Асґард. Тамтешні науковці досліджують її тіло і виявляють невідому рідку речовину. Одін, який заборонив появу Джейн в Асґарді, наказав повернути її на Землю, але червоний струмінь знову атакує оточуючих. Тоді Одін виявляє Ефір і дозволяє лишитись допоки не знайдеться спосіб забрати артефакт з її тіла. Темні ельфи відпрявляють в Асґард таємного агента Алгріма під виглядом полоненого.
У в'язниці Алгрім активує ельфійську реліквію, заховану в своєму тілі, що наділяє свого власника неймовірною силою. Він виривається з в'язниці та звільняє всіх полонених, окрім Локі. Одночасно з цим, таємний повітряний флот ельфів атакує Асґард. Малекіт та Алгрім вдираються в палац з наміром забрати Джейн, та з ними вступає в бій Фріґґа, мати Тора. Відмовившись видати Джейн, Алгрім вбиває її. Тор бачить це і ранить Малекіта блискавкою, через що ельфи тікають. Одін вирішує тримати Джейн під вартою. Дарсі з помічником витягують Селвіґа з психічної лікарні та продовжуть досліджувати аномалію. 
Через неможливість захистити Асґард та Джейн, Тор вирішує викрасти її. Він випускає Локі з в'язниці та разом з Джейн летять втрьох до країни ельфів аби здолати Малекіта. Зустрівши Малекіта, Локі відрубає Тору руку та дарує ельфу Джейн. Малекіт вивільняє з її тіла Ефір. Це стає сигналом для Тора, адже зрада Локі була лише ілюзорною виставою аби вивільнити Ефір. Тор намагається знищити артефакт блискавкою, та йому це не вдається. Отримавши Ефір, Малекіт тікає, а Тору та Локі протистоять Алгрім з ельфами. Алгрім майже перемагає Тора, та Локі жертвує собою і вбиває Алгріма. 
Завдяки аномалії, Джейн та Тор опиняються на Землі. Вони об'єднують зусилля з Дарсі та Селвіґом аби здолати темного ельфа. В Лондон прибуває Малекіт аби в епіцентрі ''параду світів'' атакувати їх Ефіром. Між ним та Тором зав'язується бій. Через аномалію, Тора та Малекіта кидає по різним дев'яти світам. Тору не вдається здолати Малекіта через силу Ефіра, та він ранить ельфа і завдяки пристрою Селвіґа використовує аномалію аби телепортувати того назад до країни ельфів. Зраненого Малекіта вбиває Селвіґ, телепортувавши його космічний корабель, який падає на ельфа.
Тор летить в Асґард, де отримує прощення від Одіна та повідомляє, що не бажає трону. Одін не підтримує рішення сина, що той прагне повернутись на Землю, та Тор запевняє, що продовжить боронити дев'ять світів. Коли Тор виходить з тронного залу, ілюзія Одіна зникає, а на троні сидить усміхненний Локі.
В першій сцені після титрів, до Танелііра Тівана (Колекціонера) прибувають леді Сіф та Вольстаґґ аби віддати тому Ефір на зберігання. Наодинці, Тіван задоволено дивиться на Ефір, говорячи до себе, що один у нього, лишилось ще п'ять (маючи на увазі Камені Вічності).
В другій сцені після титрів, Тор повертається на Землю до Джейн та цілує її.

## У ролях
| Актор                    | Роль                         |
| ------------------------ | ---------------------------- |
| Кріс Гемсворт            | Тор                          |
| Том Гіддлстон            | Локі                         |
| Ентоні Гопкінс           | Одін                         |
| Наталі Портман           | Джейн Фостер                 |
| Рене Руссо               | Фріґґа                       |
| Ідріс Ельба              | Геймдалл                     |
| Стеллан Скашгорд         | Ерік Селвіґ                  |
| Кет Деннінгс             | Дарсі Льюїс                  |
| Рей Стівенсон            | Вольстаґґ                    |
| Асано Таданобу           | Гоґун                        |
| Захарі Лівай             | Фандрал                      |
| Джеймі Александер        | Леді Сіф                     |
| Крістофер Екклстон       | Малекіт Проклятий            |
| Адевале Акінуойє-Агбадже | Алгрім Сильний / Проклятий   |
| Аліса Кріге              | Ейр                          |
| Тоні Карран              | Бор                          |
| Клайв Расселл            | Тір                          |
| Бенісіо Дель Торо        | Танеліір Тіван / Колекціонер |
| Офелія Ловібонд          | Карина                       |
| Талула Райлі             | медсестра                    |
| Кріс Еванс               | Локі в образі Стіва Роджерса |
| Стен Лі                  | камео                        |

## Сприйняття

### Критика
Станом на 30 жовтня 2013 року рейтинг очікування фільму на сайті Rotten Tomatoes становив 99 % зі 125,630 голосів, на Kino-teatr.ua — 92 % (25 голосів).
Фільм отримав загалом позитивні відгуки: Rotten Tomatoes дав оцінку 66 % на основі 218 відгуків від критиків (середня оцінка 6,2/10) і 82 % від глядачів із середньою оцінкою 4/5 (249,380 голосів). Загалом на сайті фільми має позитивний рейтинг, фільму зарахований «стиглий помідор» від кінокритиків і «попкорн» від глядачів, Internet Movie Database — 7,5/10 (143 924 голоси), Metacritic — 54/100 (44 відгуки критиків) і 7,8/10 від глядачів (574 голоси). Загалом на цьому ресурсі від критиків фільм отримав змішані відгуки, а від глядачів — позитивні.

### Касові збори
Під час показу в Україні, що стартував 31 жовтня 2013 року, протягом першого тижня фільм був показаний у 131 кінотеатрі та зібрав 898,768 $, що на той час дозволило йому зайняти 1 місце серед усіх прем'єр. Показ протривав 7 тижнів і завершився 22 грудня 2013 року. За цей час фільм зібрав у прокаті в Україні 2,787,498 $. З цим показником стрічка зайняла 6 місце у кінопрокаті за касовими зборами в Україні 2013 року.
Під час показу у США, що почався 8 листопада 2013 року, протягом першого тижня фільм був показаний у 3,841 кінотеатрі та зібрав 85,737,841 $, що на той час дозволило йому зайняти 1 місце серед усіх прем'єр. Показ фільму тривав 161 день (23 тижні) і за цей час фільм зібрав у прокаті у США 206 362 140 $ (за іншими даними 206 360 018 $), а у решті світу — 438 240 376 $, тобто 644 602 516 $ (за іншими даними 644 600 394 $) загалом при бюджеті 170 млн $.

### Нагороди та номінації[9]
| Рік  | Нагорода                     | Категорія                  | Номінант    | Результат |
| ---- | ---------------------------- | -------------------------- | ----------- | --------- |
| 2014 | Премія «Вибір народу»        | Улюблений фільм кінця року | стрічка     | Номінація |
| 2014 | Acapulco Black Film Festival | Кіноактор року             | Ідріс Ельба | Номінація |